# زواولة
زواولة هي مجموعة ناشطين تونسيين في الغرافيتي قاموا بطباعة شعارات على الجدران مما تسبب في ملاحقات قضائية تسببت بخطايا مالية.

## وصلات خارجية
- موقع حررّوا زواولة